# Цатурян, Валерий Суренович
Валерий Суренович Цатурян (3 апреля 1951 года, Баку) — российский шахматист, международный мастер, тренер. В 1994 году запатентовал алгоритм «Музыкальные шахматы», благодаря которому можно переводить тексты шахматных партий на ноты.
Среди учеников — гроссмейстеры Эмиль Сутовский и Лилит Мкртчян.

## Книги
- «Антология шахматной красоты»: И. Белов, А. Шакаров, В. Цатурян, Л. Виленский. — Подольск: Сатурн-С. — 1996. — 441 с.: ил. — Российская Федерация. — Англ. — ISBN 5-8468-0046-9.
- «Музыкальная пирамида шахмат» — Москва, Цатурян В. С. — Издательский дом «Сфера», 2006 год.